# Kategoriteori
 Der er for få eller ingen kildehenvisninger i denne artikel, hvilket er et problem. Du kan hjælpe ved at angive troværdige kilder til de påstande, som fremføres i artiklen.

Kategoriteori er et område i matematikken, der omhandler det abstrakte studium af matematiske strukturer og relationer mellem dem. Teorien abstraherer fra mængder og funktioner til objekter, der er forbundet i diagrammer med morfier eller pile. Ydermere skelnes mellem konkrete kategorier med specificerede objekter og abstrakte kategorier, som er defineret kun ved brug af pile. Et af de simpleste eksempler på en kategori (som udgør et meget vigtigt koncept i topologi) er gruppoidet, der er defineret som en kategori, hvis pile eller morfier alle er invertible. Kategorier optræder nu i de fleste områder i matematikken og desuden i visse områder i teoretisk datalogi, hvor de svarer til typer og i matematisk fysik, hvor de kan bruges i beskrivelsen af vektorrum; i begge områder bidrager kategoriteori med terminologi og forenende begreber. Kategorier blev først introduceret i studiet af algebraisk topologi af Samuel Eilenberg og Saunders Mac Lane i 1942-45.
Kategoriteori har adskillige facetter, der ikke blot kendes af specialister men af andre matematikere. Kategoriteori kendes undertiden som "abstrakt nonsens"; en term fra 1940'erne, der henviser til teoriens høje abstraktionsniveau sammenlignet med mere klassiske områder i matematikken. Homologisk algebra er kategoriteori i dets stræben efter at organisere og foreslå manipulationer i abstrakt algebra. Diagramjagt er en visuel argumentationsmetode, der behandler abstrakte "pile", der forenes i diagrammer. Bemærk at pilene mellem kategorier kaldes funktorer og opfylde diverse definerende kommutativitetsrelationer; ydermere kan kategoriske diagrammer og følger defineres som funktorer. En pil mellem to funktorer er en naturlig transformation underlagt bestemte naturligheds- og kommutativitetsrelationer. Både funktorer og naturlige transformationer er nøglebegreber i kategoriteori. Toposteori er en form for abstrakt knippeteori med geometrisk oprindelse og fører til idéer som punktløs topologi. En topos kan også betragtes som en bestemt type kategori underlagt to yderligere aksiomer.
| Matematik | Spire Denne artikel om matematik er en spire som bør udbygges. Du er velkommen til at hjælpe Wikipedia ved at udvide den. |